# Sânnicolau Mare
Sânnicolau Mare (węg. Nagyszentmiklós) – miasto na zachodzie Rumunii, w okręgu Temesz, w Banacie (na pograniczu węgierskim). Ludność wynosi 13 tys. mieszkańców (2006).
W 1881 r., gdy miasto znajdowało się na terenie Austro-Węgier, urodził się tutaj węgierski kompozytor Béla Bartók.

## Miasta partnerskie
- Makó, Węgry
- Battonya, Węgry
- Kazincbarcika, Węgry